# Opaka (Bulgarie)
Pour les articles homonymes, voir Opaka.
Opaka est une ville de l’oblast de Targovichté, au nord-est de la Bulgarie. Elle est le chef-lieu de l’obchtina d’Opaka.